# Ратьен, Дора
Генрих Ратьен (нем. Heinrich Ratjen; 20 ноября 1918, Бремен — 22 апреля 2008 там же) — немецкий легкоатлет. Генрих является интерсекс-человеком. Под именем Доры Ратьен (нем. Dora Ratjen) участвовал в соревнованиях по прыжкам в высоту на Олимпийских играх 1936 года в Берлине и занял четвёртое место. В 1938 году установил мировой рекорд по прыжкам в высоту среди женщин и стал чемпионкой Европы. В том же году завершил спортивную карьеру как женщина, когда его истинный пол был раскрыт. В начале 1939 года сменил документы на мужское имя «Генрих».

## Биография

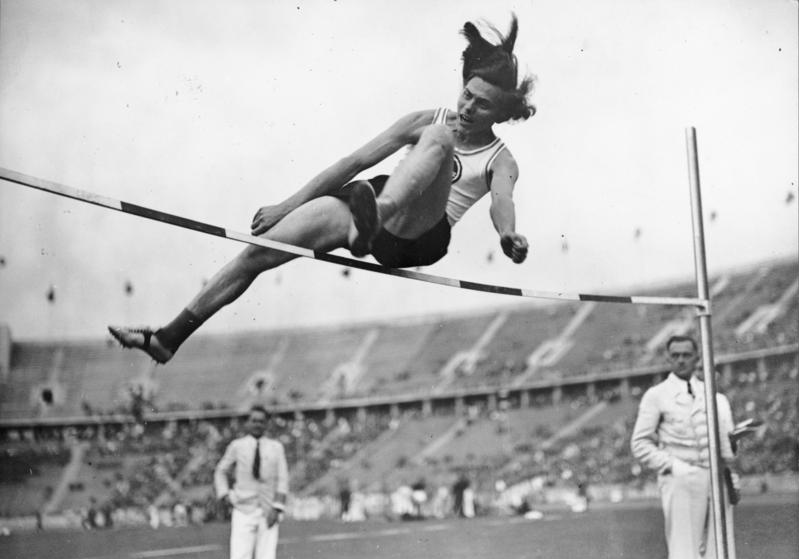
Победный прыжок Ратьена на 1,63 метра на чемпионате Германии по лёгкой атлетике 1937 года.

Данные из биографии Генриха Ратьена известны преимущественно из показаний 1938 и 1939 годов, хранящихся в отделе сексуальной медицины Кильской университетской клиники. Документы, содержащие результаты исследования, проведённого в 1938 и 1939 годах в отношении жизни Ратьена, были обнародованы изданием «Der Spiegel» в 2009 году. В 1938 году отец Генриха дал показания, согласно которым при рождении ребёнка установить однозначно его пол на основании наружных половых органов не представлялось возможным. Акушерка утверждала, что родилась девочка, и Ратьены воспитывали ребёнка как девочку. По утверждению самого Генриха, в возрасте 11-12 лет ему уже было ясно, что он не девочка, а мальчик, но он никогда не спрашивал своих родителей, почему он, будучи мальчиком, должен одеваться как девочка.
В подростковом возрасте Дора начала успешно участвовать в спортивных состязаниях как девочка, очевидно, «слишком стесняясь, чтобы говорить о том, что с ней происходит». В 1936 году она приняла участие в Олимпийских играх, и её подруга по команде Гретель Бергманн заявляла: «У меня никогда не было подозрений по её поводу, ни разу… В общем душе мы задавались вопросом, почему она никогда не показывалась обнаженной. Это было нелепо, что кто-то всё ещё стеснялся в 17 лет. Мы просто подумали, что она странная… Но никто не знал и не замечал ничего о её отличающейся сексуальности».
Окончив школу, Ратьен устроился упаковщицей на табачную фабрику и вступил в спортивный клуб Komet Bremen. Вскоре Ратьен стал лучшим в прыжках в высоту и неоднократно становился чемпионом гау, а в 1936 году даже чемпионом Германии. Дора Ратьен считалась одной из лучших в олимпийском резерве Германии.
В 1936 году Дора Ратьен заняла четвёртое место в соревнованиях по прыжкам в высоту среди женщин на Олимпийских играх в Берлине с результатом 1,58 м. Дору Ратьен можно увидеть в фильме Лени Рифеншталь «Олимпия». Вопреки сюжету фильма «Берлин 36» и некоторым газетным публикациям Дора Ратьен не заменила в сборной Германии Гретель Бергман, а была одной из двух спортсменок, выступавших в соревнованиях по прыжкам в высоту от Германии. Всего от Германии в прыжках в высоту могли выступать три спортсменки, но третье место осталось намеренно незанятым, якобы для травмированной Гретель Бергман.
На чемпионате Европы 1938 года в Вене, на котором впервые проводились соревнования среди женщин, Дора Ратьен установила новый мировой рекорд и заняла первое место. В 1939 году он побил мировой рекорд в прыжках в высоту. Но Дороти Тайлер-Одам с подозрением отнеслась к Ратьен, сказав: «Они написали мне, что у меня нет рекорда, поэтому я ответила им: „Это не женщина, а парень“. Они провели небольшое исследование и нашли „её“ официантом по имени Герман Ратьен. Так мне вернули мой мировой рекорд». Мировой рекорд Одам был официально признан международным руководящим органом этого вида спорта, Международной ассоциацией легкоатлетических федераций, в 1957 году. На пути с чемпионата магдебургская полиция установила, что Ратьен имеет мужские гениталии с отклонениями от рождения. Ратьен обрадовался тому, что его двойственное существование закончилось, поскольку он уже давно отдавал себе отчёт, что его женская спортивная карьера неприемлема. Ситуация скрывалась от общественности. Ратьен был лишён титула чемпиона и права участвовать в международных соревнованиях с официальным обоснованием «нарушение устава непрофессионального спортсмена».
Отец Ратьена поначалу отрицал, что Дора является мужчиной. Он сопротивлялся смене имени и заявлял, что Дора ни при каких обстоятельствах не имеет права носить мужскую одежду и заниматься мужской профессией. Тем не менее 11 января 1939 года пол Ратьена был официально изменён на мужской, а имя изменено на «Генрих». 10 марта 1939 года государственная прокуратура Магдебурга сняла с Ратьена обвинения в мошенничестве ввиду отсутствия намерений приобретения материальной выгоды. В 1939 году Ратьен получил новую трудовую книжку, удостоверение инвалида и билет «Немецкого трудового фронта».
По собственному свидетельству, Ратьен принимал участие во Второй мировой войне в звании рядового. После войны управлял родительским трактиром в Бремене, где и умер в 2008 году.

## Гендерные противоречия
21 сентября 1938 года Ратьен сел на экспресс из Вены в Кёльн. Проводник поезда сообщил полиции на вокзале в Магдебурге, что в поезде находился «мужчина в женском костюме». Ратьену приказали выйти из поезда и допросили в полиции. Он показал свои подлинные документы, в которых говорилось, что он женщина, но после некоторых колебаний признал, что он мужчина, и рассказал свою историю. Вызвали врача, который после осмотра объявил Ратена мужчиной. Однако врач описал интерсексуальные гениталии Ратьена как имеющие «грубую рубцовую полосу от кончика пениса к задней части» и высказал своё мнение, что с этим органом половой акт невозможен.
Ратьен был арестован и отправлен в спортивный санаторий Хоэнлюхен для дальнейших обследований с теми же результатами. Уголовное дело продолжалось до 10 марта 1939 года, когда прокурор заявил: «Мошенничество не может считаться имевшим место, поскольку не было намерения получить финансовое вознаграждение». Дора пообещала властям, что «немедленно прекратит заниматься спортом». Отец спортсмена, Генрих Ратьен, первоначально настаивал на том, чтобы Дору и дальше рассматривали как женщину, но 29 марта 1939 года написал начальнику полиции Бремена: «После внесения изменений в записи в ЗАГСе о поле ребёнка я прошу вас изменить его имя на Генрих». Золотая медаль, выигранная Ратьеном, была возвращена, а его имя вычеркнуто из отчётов.

## Дальнейшая жизнь
Согласно «Der Spiegel», Дора, тогдашний Генрих Ратьен, который позже называл себя Хайнцем, получил новое удостоверение личности и рабочие документы и был доставлен в Ганновер Имперской службой труда «как рабочий». Позже он взял на себя управление баром своих родителей и отказывался от интервью до своей смерти в 2008 году.
Однако в 1966 году журнал «Time» сообщил, что в 1957 году Дора представилась как Германн, официант из Бремена, «который со слезами на глазах признался, что нацисты вынудили его изображать из себя женщину» ради чести и славы Германии". Германн вздохнул: «Три года я прожил девичью жизнь. Это было очень скучно».
В 2009 году в фильме «Берлин 36» была представлена художественная версия рассказа, представленного журналом «Time». В версии истории Ратьена, представленной как предыстория фильма, нацисты якобы хотели убедиться, что Гитлера не смутил бы еврейский спортсмен, выигравший для Германии золотую медаль на Олимпийских играх, а Гретель Бергманн в команде заменила Ратьен. В 1938 году Ратьен якобы был дисквалифицирован после чемпионата Европы, когда врач обнаружил, что он перевязал свои гениталии. На вопрос о комментариях после выхода фильма Бергманн сказала, что она «понятия не имеет», почему Ратьен сделал то, что он сделал. Режиссёром выступил Каспар Хайдельбах.
«Der Spiegel» оспорил утверждение о том, что Ратьен был орудием нацистов, каковым его представили «Time» и фильм.